# Zerotracer
Der Zerotracer ist ein Kabinenmotorroller und ein Leichtelektromobil für zwei Personen. Entwickelt wurde das Fahrzeug von Designwerk in Winterthur zur Teilnahme am Zero Emission Race. Der Wettbewerb startete unter der Schirmherrschaft der UNEP am 16. August 2010 vor dem Palais der Vereinten Nationen in Genf und endete ebenfalls dort am 24. Februar 2011 nach 80 Fahrtagen – wohl in Anlehnung an die von Jules Verne beschriebene Reise.
Dies war auch rechtzeitig, um als Gewinner des Rennens am Genfer Auto-Salon teilzunehmen.

## Zero Emission Race
Der Härtetest für die drei das Ziel erreichenden Fahrzeuge führte über Brüssel, Berlin, Kiew und Moskau nach Tscheljabinsk, in der Nähe der Grenze zu Kasachstan. Von Almaty führte die Route weiter nach Ürümqi im Uigurischen Autonomen Gebiet Xinjiang in China. Vom von dort aus erreichten Shanghai wurde eingeschifft nach Vancouver, von wo aus der Westküste entlang Mexiko angesteuert wurde, um am Weltklimagipfel von Cancún zu erscheinen. Nach der Verschiffung über den Atlantik wurde der Schlussabschnitt von Casablanca nach Genf unter die Räder genommen.
Der Zerotracer erreichte während des Rennens die höchste Punktzahl und gilt als Sieger. Eine einzige – danach aufzuholende – Unterbrechung ergab sich durch eine Kollision mit einem Radfahrer in Vancouver, als jener seine Spur wechselte, ohne mit einem fast lautlosen Fahrzeug zu rechnen.

## Leistungen
Bei einer Durchschnittsgeschwindigkeit von 80 km/h werden 7 kWh Energie pro 100 km verbraucht. Laut offizieller Website wird dieser Wert sogar noch bei 100 km/h erreicht. Dies entspricht einem Sechstel der von der EU angestrebten Effizienz bis 2015. Die Höchstgeschwindigkeit des Fahrzeugs ist bei 240 km/h elektronisch abgeregelt, möglich wären aus den 135 kW über 300 km/h.
Durch den geringen Fahrzeugquerschnitt erreicht der Zerotracer einen sehr niedrigen Luftwiderstandsbeiwert. Zudem reduziert sich aufgrund des geringen Leergewichts der Rollwiderstand. Beim Rennen hingegen spielte der Luftwiderstand auf den asiatischen Teilen der Strecke eine geringere Rolle; die Konstruktion konnte dort erfolgreich ihre Zuverlässigkeit beweisen. Die gesamte Strecke von Genf nach Shanghai konnte ohne Unterbrechung durch Pannen zurückgelegt werden.

## Konzept und Entwicklung
Die Basiskonstruktion dieses Fahrzeugs geht auf den Monotracer von Peraves zurück. Ausgehend von jenem Namen (etwa als „Einspurer“ zu übersetzen) liegt der Schluss nahe, dass es sich viel mehr um ein Einspuriges Auto, als um ein Motorrad handelt. Betrachtet man alle anderen Modelle unter Elektromotorrad und Motorrad wird klar, dass der Zerotracer sehr wenig Verwandtschaft mit jenen (auch nur knapp halb so langen Fahrzeugen) aufweist: Dreipunkt-Gurte, Fuß-Bremspedal und ebenjene Füße nie am Boden – und somit immer trocken- deuten auf Eigenschaften eines bis anhin als PkW bezeichneten Fahrzeugtyps. Er entspricht zudem einem Fahrzeug, bei welchem konstruktive Elemente eines Niedrigenergiefahrzeuges „außerhalb des Stadtverkehrs“ angewendet werden.
Die Karosserie ist aufgebaut aus Kevlar-Verbundwerkstoffen. Die PSI-Batterien werden inklusive der Steuerelektronik von Dreifels aus der Schweiz geliefert, während der wichtigste Sponsor Oerlikon Solar sowohl Bauelemente von OC Oerlikon als auch den Strom für die Weltumrundung aus ihrer Photovoltaikanlage lieferte. Der Motor stammt von BRUSA Elektronik AG, aus Sennwald im St. Galler Rheintal, womit der Monotracer grossmehrheitlich ein Schweizer Produkt ist.